# Papilio homerus
La farfalla Omero (Papilio homerus Fabricius, 1793), con i suoi 140 mm di apertura alare, è una delle più grandi farfalle dell'intera fauna neotropicale. Si tratta di un vistoso rappresentante (una della sessantina circa di specie conosciute del Nuovo Mondo) della notissima e popolare famiglia dei Papilionidi (che annovera in tutto il mondo centinaia di grandi e coloratissime farfalle - basti pensare ai generi Papilio, Ornithoptera, Parnassius, Parides - molto ricercate dai collezionisti). Questa splendida farfalla gialla e nera, dalle larghe ali e dalle lunghe cospicue «code», è confinata esclusivamente nell'isola della Giamaica (Caraibi), e rappresenta quindi un endemismo stretto di questa isola (le specie ad essa più vicine sono le congeneri P. gammarus e P. abderus, che vivono in Messico).

## Distribuzione
Diffusa un tempo un po' in tutta la Giamaica, dove frequentava pendii montagnosi e canaloni anche a bassa altitudine, essa ha visto progressivamente ridursi il suo ambiente sotto l'avanzare in tutta l'isola delle piantagioni di caffè, che qui come in tanti altri paesi tropicali sono venute soppiantando l'originaria foresta primaria, a causa della crescente richiesta in tutto il mondo di questo particolare prodotto. Di conseguenza quella che era un tempo un'unica vasta popolazione sparsa per tutta l'isola è venuta ben presto a frammentarsi in una serie di più piccole e localizzate popolazioni tra loro isolate, molte delle quali si sono a loro volta estinte per la distruzione dell'habitat e la scomparsa delle piante ospiti.
Oggi la farfalla Omero non resta che in due superstiti popolazioni tra loro del tutto separate, quella accantonata sulle Blue Mountains di St. Thomas e Portland (popolazione orientale) e quella della «Cockpit Country» nella Trelawny Parish (popolazione occidentale) . Entrambi gli areali sembrano ridotti a pochi chilometri quadrati, e il numero di catture o avvistamenti negli ultimi anni si è talmente abbassato che la specie deve ritenersi senz'altro molto ridotta nei suoi effettivi. Molto giustamente l'IUCN, nel 1983, l'ha inserita come specie «vulnerabile» («in pericolo» dal 1985) nella speciale Lista Rossa degli Invertebrati.

## Comportamento
Nei suoi ultimi rifugi, la grande farfalla giamaicana vola di giorno, con volo lento ma possente, attraverso la canopia del suo universo forestale, visitando i fiori per suggere il nettare e ricercando per l'ovodeposizione la pianta-ospite per i suoi bruchi (due specie del genere Hernandia) . Anche se in questo tipo di ambiente seguirla e raccoglierla non è certo facile, la caccia a scopo collezionistico e commerciale, data anche la ristrettezza del residuo areale, può costituire un'ulteriore non trascurabiloe minaccia alla sopravvivenza della specie (basti pensare che, come accertato da P. A. Opler, un solo esemplare è stato pagato in America oltre 900 dollari!). Le necessarie misure di conservazione, oltre a una stretta protezione del residuo habitat della farfalla, dovrebbero dunque comprendere anche programmi di allevamento in cattività, in modo da alleggerire e forse annullare la pressione a carico delle popolazioni selvatiche .